# Strawberry Hill House

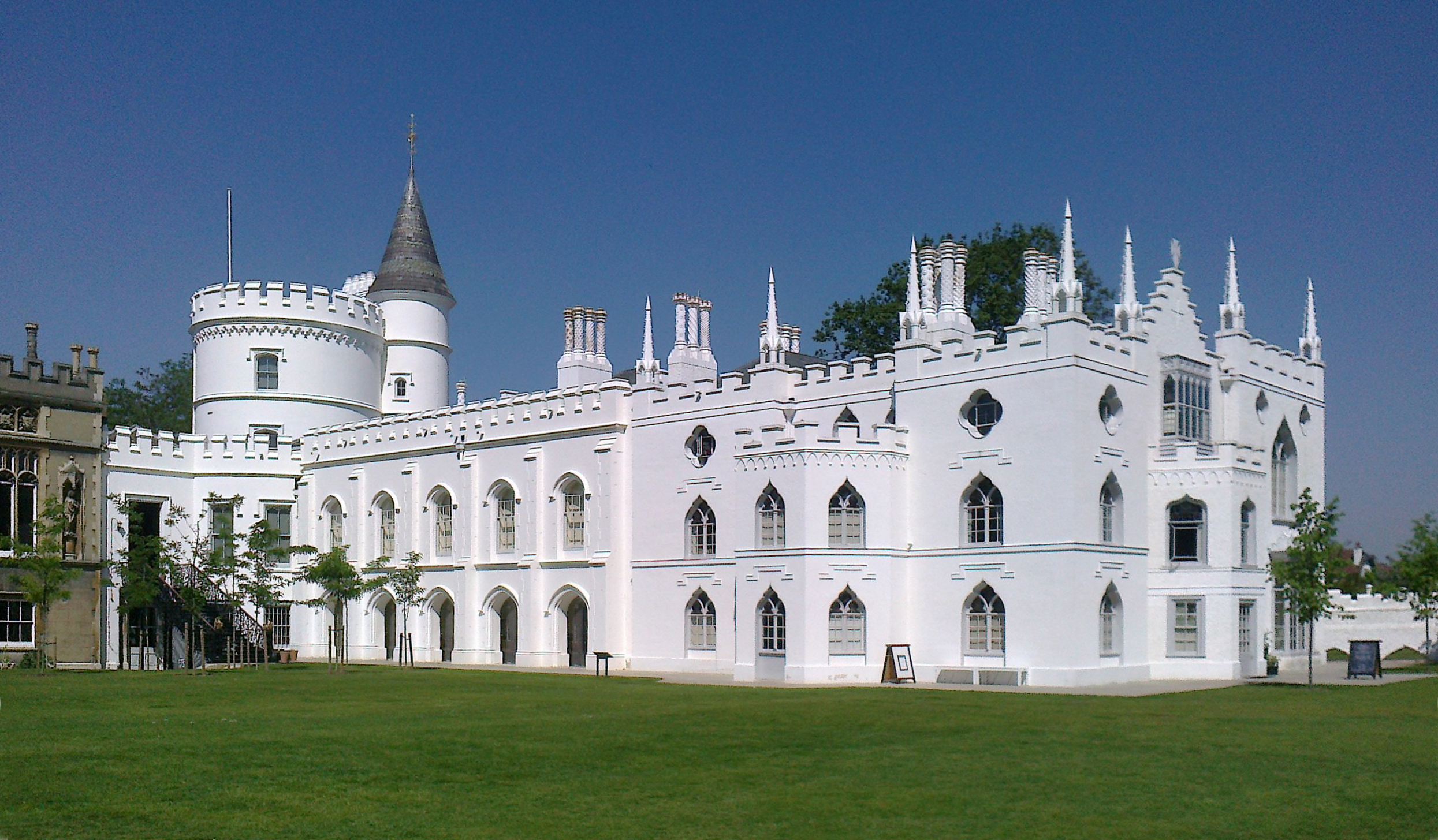
Strawberry Hill House en 2012 après restauration

Strawberry Hill House  — souvent appelée simplement Strawberry Hill — est une villa néogothique construite à Twickenham, à Londres par Horace Walpole (1717-1797) à partir de 1749. C'est l'exemple type du style d'architecture néogothique ou Strawberry Hill Gothic, qui a préfiguré le renouveau gothique du XIXe siècle.
Walpole reconstruit la maison existante par étapes à partir de 1749, 1760, 1772 et 1776. Ces éléments gothiques ajoutés, tels que des tours et des créneaux à l'extérieur et une décoration élaborée à l'intérieur, créent une «morosité» adaptée à la collection d'objets antiques de Walpole, contrastant avec le jardin plus joyeux ou «riant» . L'intérieur comprenait une cheminée par Robert Adam ; certaines parties de l'extérieur ont été conçues par James Essex. Le jardin contenait un grand siège en forme de coquillage rococo, qui est recréé lors de la restauration du jardin en 2012, l'un des nombreux exemples de conservation de jardin historique au Royaume-Uni.

## Sous Horace Walpole

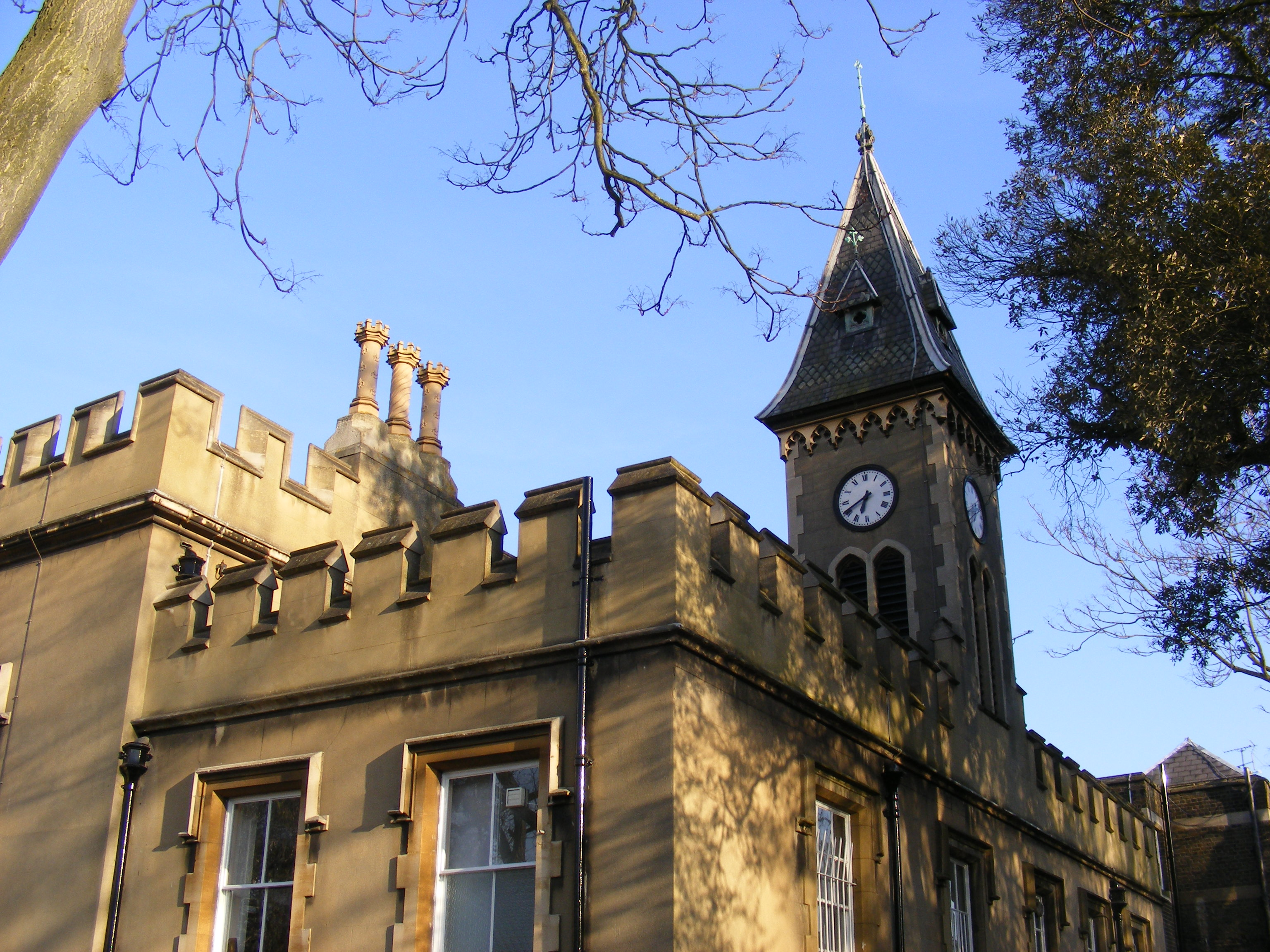
Une des tours

### Construction

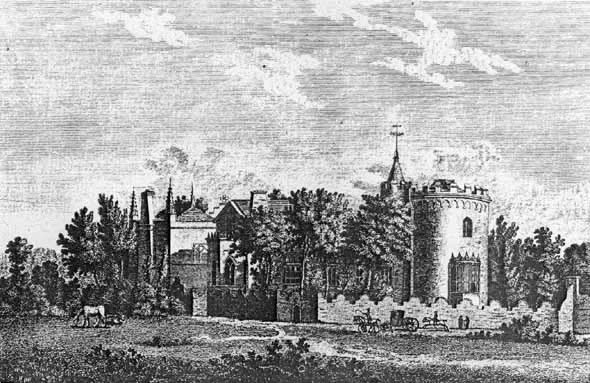
Une gravure du XVIIIe siècle de la villa

William Robinson du Royal Office of Works a apporté une expérience professionnelle dans la supervision de la construction. Ils ont examiné de nombreux exemples d'architecture en Angleterre et dans d'autres pays, adaptant des œuvres telles que la chapelle de l'abbaye de Westminster construite par Henry VII pour l'inspiration pour la voûte en éventail de la galerie. Des pièces de cheminée ont été improvisées à partir de gravures de tombes à Westminster et Canterbury et des détails aveugles de chantournage en pierre gothique ont été reproduits par des papiers peints, tandis que dans la tour ronde ajoutée en 1771, la pièce de cheminée était basée sur la tombe d'Edouard le Confesseur «améliorée par M. Adam ».
Il a incorporé de nombreux détails extérieurs des cathédrales à l'intérieur de la maison. Extérieurement, il semblait y avoir deux styles prédominants «mixtes»; un style basé sur des châteaux avec tourelles et créneaux, et un style basé sur des cathédrales gothiques avec des fenêtres cintrées et des vitraux.
Le bâtiment a évolué de manière similaire à la façon dont une cathédrale médiévale a souvent évolué au fil du temps, sans plan fixe depuis le début. En effet, selon Michael Snodin, «la caractéristique extérieure la plus frappante de Strawberry Hill était son plan irrégulier et sa silhouette pittoresque brisée» . Walpole a ajouté de nouvelles fonctionnalités sur une période de trente ans, comme il l'entendait.
La première étape pour faire, selon les termes de Walpole, un «petit château gothique», a commencé en 1749 et a été achevée en 1753, une deuxième étape a commencé en 1760, et il y avait d'autres modifications telles que les travaux sur la grande chambre à coucher nord en 1772, et la Tour Beauclerk de la troisième phase de modifications, achevée sur les plans d'un architecte professionnel, James Essex, en 1776. Le coût total s'est élevé à environ 20 720 £ .
Le «petit château gothique» de Walpole a une signification comme l'un des bâtiments individuels les plus influents de l'architecture rococo «gothique» qui préfigurait les développements ultérieurs du renouveau gothique du XIXe siècle, et l'usage de dessins gothiques pour les maisons. Ce style a été diversement décrit comme gothique géorgien, gothique de Strawberry Hill ou rococo géorgien.

### Intérieur et collection

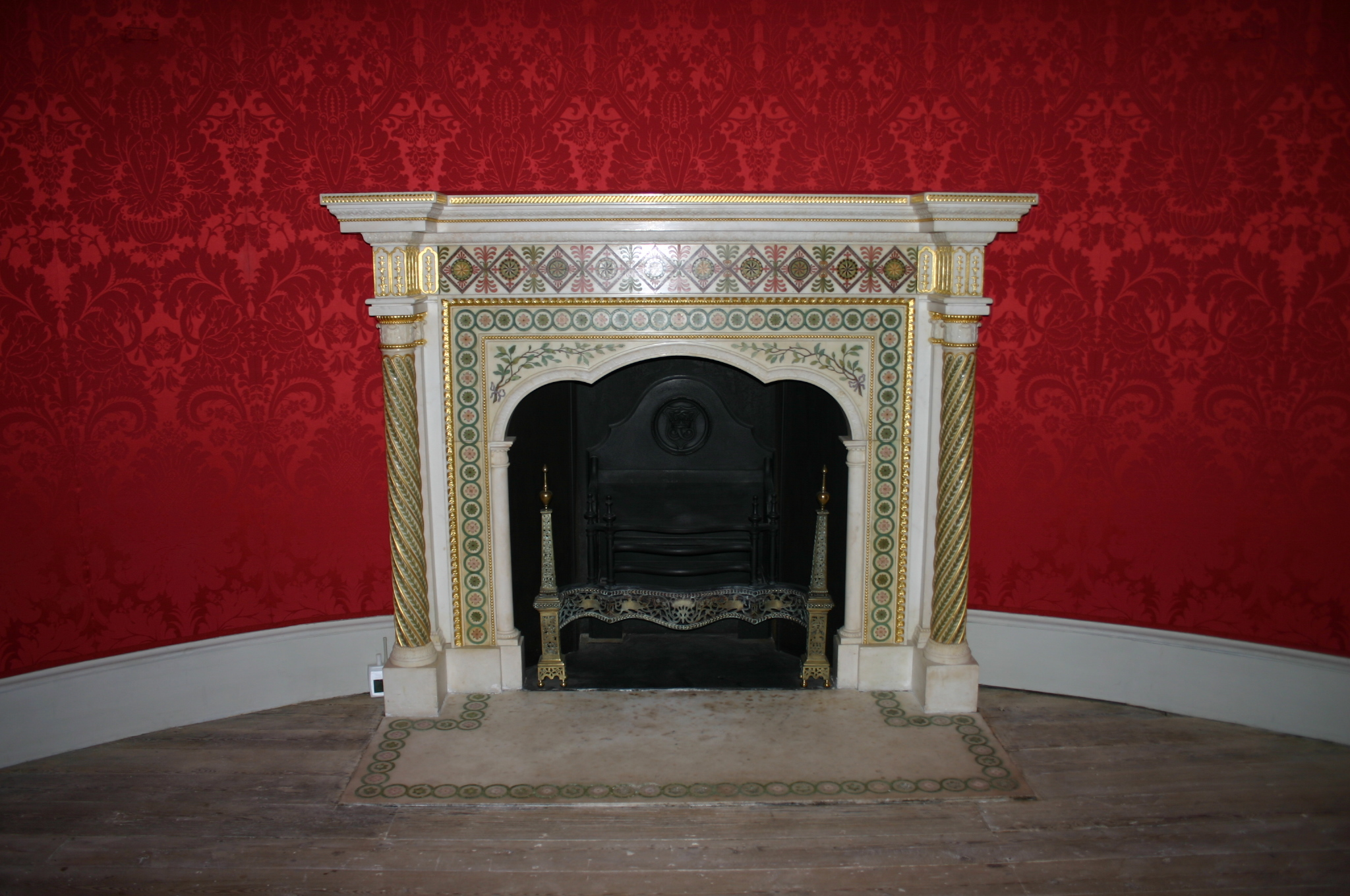
La cheminée Robert Adam dans la salle ronde

Le style excentrique et unique de Walpole dans les pièces intérieures de Strawberry Hill complétait l'extérieur gothique. La maison est décrite par Walpole comme «la scène qui a inspiré l'auteur du Château d'Otrante», bien que Michael Snodin ait observé: «c'est un commentaire intéressant sur la sensibilité du XVIIIe siècle que les intérieurs mélancoliques du Château d'Otrante ont été suggérés par les pièces lumineuses, élégantes, voire fantaisistes de Strawberry Hill » .

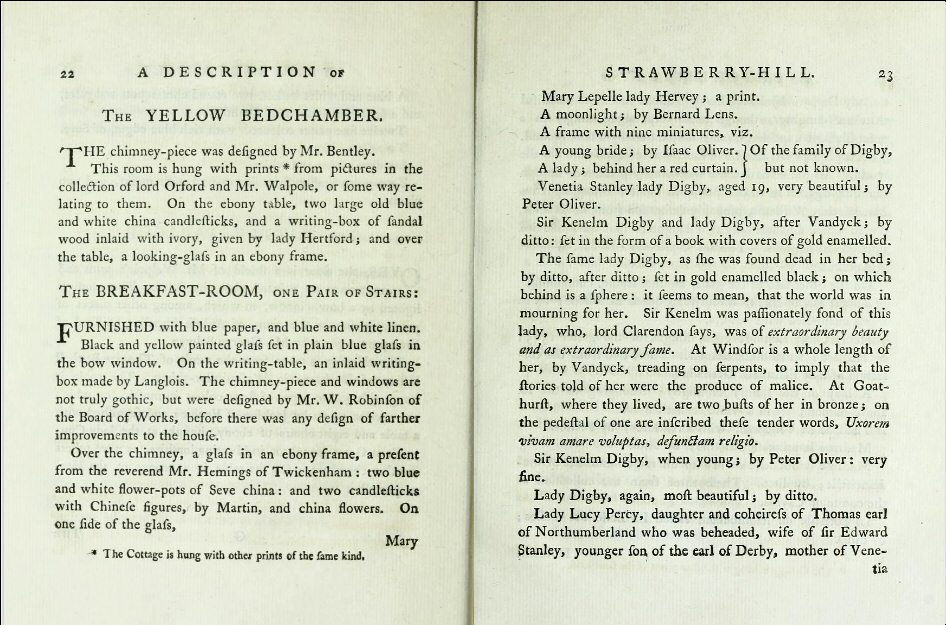
»Extrait de 2 pages de Walpole : A Description of Strawberry-Hill, 1774, détaillant sa collection. Sur la page de droite se trouve le détail gothique "[Portrait de] La même dame Digby, car elle a été retrouvée morte dans son lit;"

Les intérieurs de la «petite maison de jeu» de Walpole étaient destinés à être des «décors de morosité gothique pour la collection de Walpole». Sa collection d'objets curieux, singuliers et antiquaires était bien connue; Walpole lui-même a publié deux éditions d'«une description de la villa de M. Horace Walpole à Strawberry Hill»  pour faire «connaître au monde l'étendue de sa collection» . 
S'exprimant sur la collection de Walpole, Clive Wainwright déclare que la collection de Walpole «constituait une partie essentielle de l'intérieur de sa maison». Le caractère des pièces de Strawberry Hill a été créé et dicté par le goût de Walpole pour l'antiquarianisme. Même si la collection n'est pas présente, la maison «conserve une qualité de conte de fées» .
La collection Strawberry Hill de Horace Walpole de plusieurs milliers d'articles peut encore être consultée aujourd'hui. La bibliothèque Lewis Walpole de l'Université de Yale possède désormais une base de données qui englobe toute la gamme d'œuvres d'art et d'artefacts des collections de Walpole, y compris tous les objets dont l'emplacement est actuellement connu et ceux qui ne sont pas encore tracés mais connus à travers une variété de documents historiques.

### Jardins

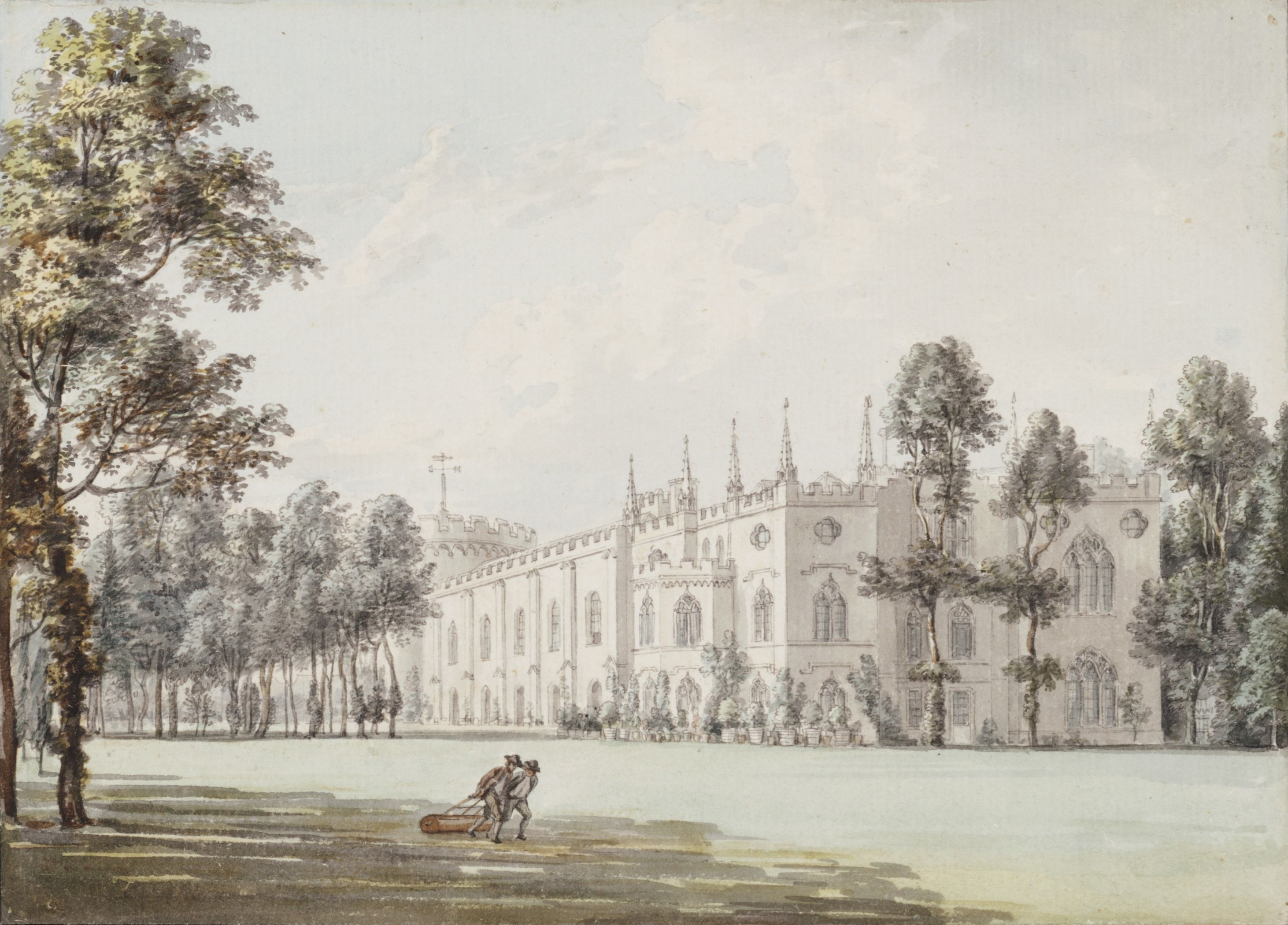
Aquarelle du XVIIIe siècle par Paul Sandby

Walpole était aussi méticuleux dans la conception et l'aménagement de ses jardins qu'il améliorait sa maison, bien que «son ignorance de l'horticulture le gêne un peu au début» . Les travaux d'aménagement ont commencé avant même les travaux sur la maison. Dans un essai intitulé «On Modern Gardening», Walpole exprime ses propres idées telles que reflétées dans ses motifs de Strawberry Hill. Le goût de Walpole pour le paysage et le jardinage s'est éloigné de l'agencement traditionnel et formel de «parterre, terrasses, urnes en marbre, fontaines statuaires et canaux mesurés par la symétrie». Le goût français ou italien semblait, pour Walpole, étranger au climat anglais, «entraînant des jardins symétriques et contre nature». Des arbres et des arbustes ont été plantés en "«groupes naturels" sur la pelouse. Walpole a préféré voir toute la nature comme un jardin. Il n'apprécie cependant pas l'extravagante «grotte romantique et cette vanité du XVIIIe siècle, l'ermitage» .
Tiré de On Modern Gardening: «les scènes les plus belles, qui ne dépendent que d'elles-mêmes, fatiguent quand on les voit souvent. Le portique dorique, le pont palladien, la ruine gothique, la pagode chinoise, qui surprennent l'étranger, perdent bientôt leurs charmes au profit de leur maître surhabitué. Mais l'ornement dont le mérite s'estompe le plus tôt est l'ermitage, ou scène adaptée à la contemplation. Il est presque comique de réserver un quart de son jardin pour être mélancolique » . Ici, la séparation de style de Walpole entre sa maison et son terrain est visible. Un ami, Horace Mann, a supposé que le jardin de Walpole serait également gothique. Walpole a répondu : «Le gothique n'est que de l'architecture, et comme on se réjouit d'imprimer la morosité des abbayes et des cathédrales sur sa maison, son jardin, au contraire, ne sera que riant et gaieté de la nature» .
Walpole considérait le jardin anglais moderne comme un point de perfection: «nous avons donné le vrai modèle de jardinage au monde; que d'autres pays imitent ou corrompent notre goût; mais qu'il règne ici sur son trône verdoyant, original par son élégante simplicité, et fière d'aucun autre art que celui d'adoucir la dureté de la nature et de copier sa touche gracieuse ». Il était un disciple de William Kent, l'un des créateurs du jardin paysager anglais ,.
Les jardins sont classés au Grade II * au Registre des parcs et jardins historiques .

### Chronologie
Liste de dates importantes dans la vie d'Horace Walpole autour de Strawberry Hill: 
- 1739 - Départ avec Thomas Gray pour le Grand Tour; visite la France et l'Italie; rencontre John Chute à Florence
- 1745 - Le père décède, laissant à Horace sa fortune et une maison sur Arlington Street
- 1747 - Trouve et loue Strawberry Hill
- 1749 - Achète Strawberry Hill
- 1750 - Forme le «comité sur le goût» avec John Chute et Richard Bentley pour commencer à planifier le développement gothique de Strawberry Hill
- 1757 - Installation de Strawberry Hill Press
- 1764 - Publication du Château d'Otrante
- 1774 - Imprime Une description de la villa de M. Horace Walpole
- 1784 - Estampes Une description de la villa de M. Horace Walpole avec de nouveaux ajouts et illustrations

## Propriétaires ultérieurs
Après la mort de Walpole, la maison passa d'abord à sa cousine Anne Seymour Damer, puis en 1797 à John Waldegrave, un petit-fils de Maria Walpole, la fille illégitime du frère aîné de Walpole, Edward. Dans la première moitié du XIXe siècle, deux propriétaires successifs, les frères John et George Waldegrave, ont dépensé la majeure partie de la fortune familiale, culminant avec une "Grande Vente" de vingt-quatre jours tenue dans le parc en 1842 qui a laissé la maison dépouillée de pratiquement tout son contenu  . De 1883 à 1887, la propriété appartenait au baron Hermann Stern (1815 à 1887), un banquier britannique d'origine allemande . En 1923, elle a été achetée par le Collège universitaire catholique romain de St Mary, rebaptisé Université de St Mary - Twickenham en 2014 .

## 21e siècle
En 2004, Strawberry Hill a figuré dans la série télévisée Restoration. En 2007, elle a été louée au Strawberry Hill Trust pour restauration et ouverture éventuelle au public .
La collection de Strawberry Hill de Horace Walpole a été présentée au Victoria & Albert Museum de mars à juillet 2010 pour préparer l'ouverture de la maison au public en octobre. Le commissaire de l'exposition Michael Snodin a vu Walpole comme une figure influente à la fois dans la collection et l'architecture: « Il a créé une forme de présentation historique thématisée qui préfigurait les musées modernes. Et Strawberry Hill était le bâtiment le plus influent du début du renouveau gothique ».
Après une restauration de 9 millions de livres sterling sur deux ans, Strawberry Hill House a rouvert au public le samedi 2 octobre 2010 ,.
En 2013, Strawberry Hill House a remporté le prix du patrimoine culturel de l'Union européenne aux Europa Nostra Awards. Le Walpole Trust a rouvert Strawberry Hill au public le 1er mars 2015 .

### ExpositionTrésors perdus de Strawberry Hill

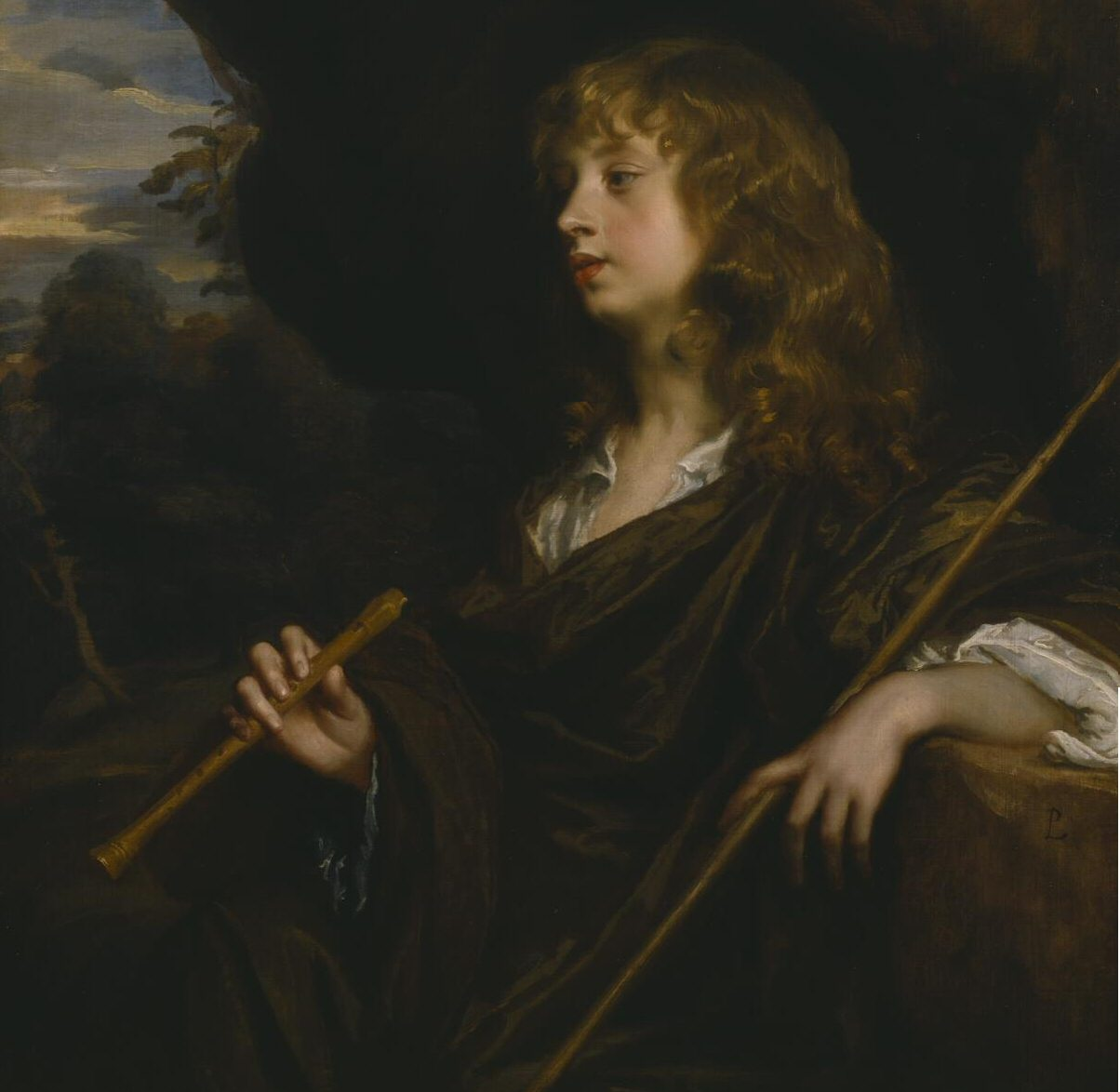
Parmi les œuvres retournées à la maison pour l'exposition figurait A Boy as a Shepherd de Sir Peter Lely v. 1659

Entre octobre 2018 et février 2019, la maison a été repeuplée avec quelque 150 œuvres d'art de la collection d'Horace Walpole. Après avoir été dispersés lors de la grande vente de 1824, ils étaient situés dans des musées et des collections privées du monde entier, et ramenés à leurs emplacements exacts à Strawberry Hill House, comme indiqué dans les plans détaillés de Walpole pour chaque pièce ,.

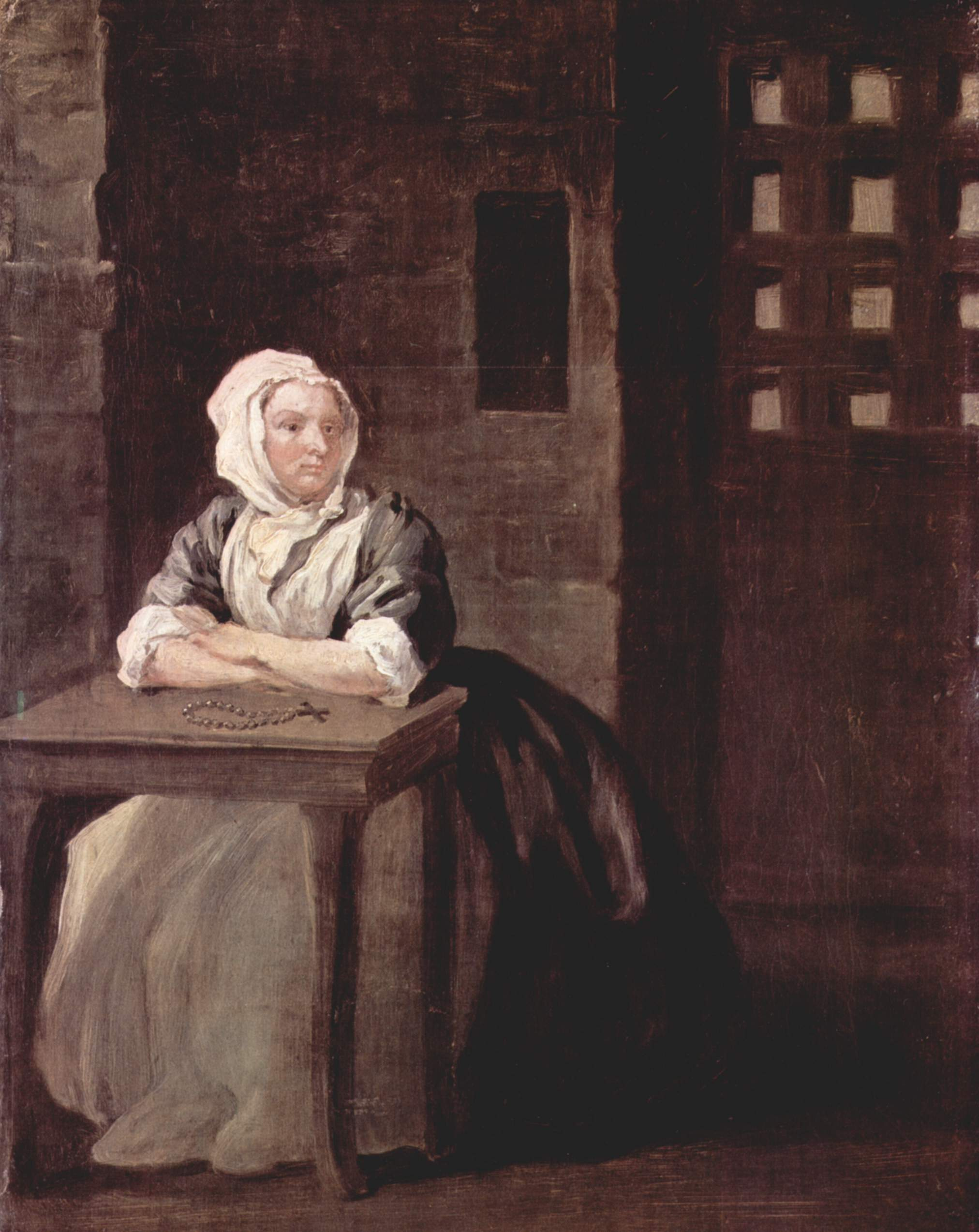
Portrait de Sarah Malcolm en prison par William Hogarth, 1733

## Gothique Strawberry Hill

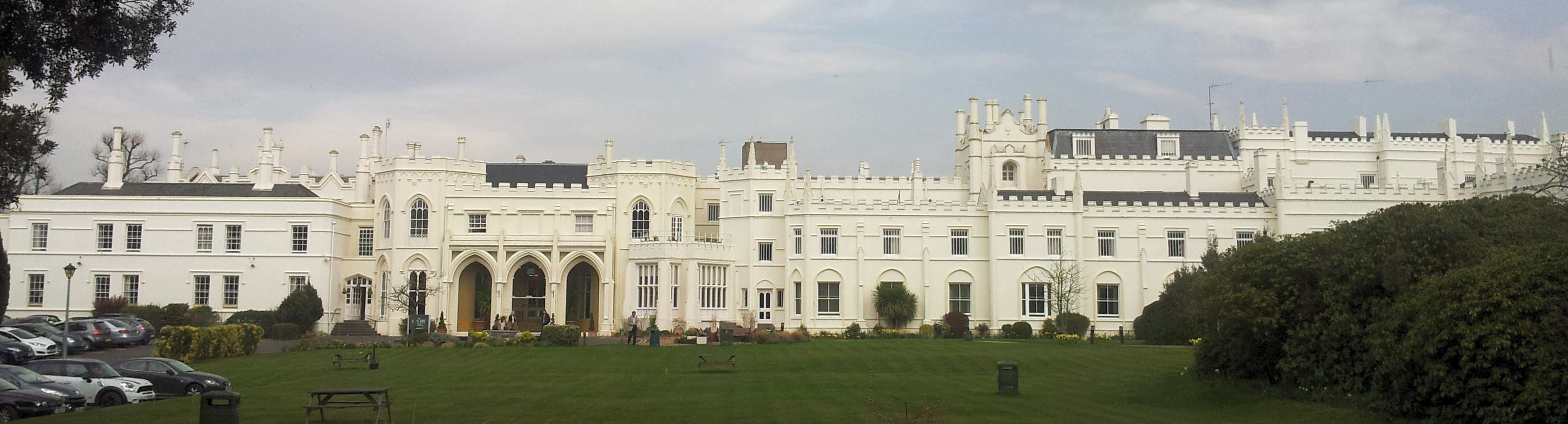
L'hôpital Priory, Roehampton, construit à Strawberry Hill Gothic, 1811

Le style gothique de Strawberry Hill est devenu brièvement populaire, bien que le chercheur Peter Lindfield ait soutenu que le terme n'est pas satisfaisant pour « toute production gothique géorgienne »  car les maisons auxquelles il a été appliqué sont de styles variés et  « n'ont presque rien dans commun avec la forme, l'apparence et la décoration de Strawberry Hill » . Les maisons construites ou rénovées soi-disant dans le style comprennent:  
- Braziers Park, une maison de campagne du sud de l'Oxfordshire construite par Daniel Harris en 1688, réaménagée dans le style gothique en 1799; Lindfield soutient qu'il a été influencé davantage par « Oxford très gothique» où Harris vivait et travaillait, que par Strawberry Hill House [21].
- Donnington Park, Berkshire, une maison conçue par John Chute en 1763 .
- Houghton Lodge, un pavillon de pêche dans le Hampshire, construit vers 1800 dans le style Cottage orné, influencé par Strawberry Hill [22].
- Lee Priory, Kent, par James Wyatt 1780-1790, détruit dans les années 1950 .
- Hôpital du prieuré de Roehampton, construit dans le style gothique de Strawberry Hill en 1811 [20].